# Jasan v bývalé Dolní Vsi
Jasan v bývalé Dolní Vsi je památný strom, statný solitérní jasan ztepilý (Fraxinus excelsior), který roste na rozhraní travnaté plochy a remízku u základů zbořeného stavení v bývalé obci Dolní Ves, asi 350 m jihozápadně od kostela svatého Jakuba Většího ve Sněžné - části obce Kraslice v okrese Sokolov v Karlovarském kraji. 

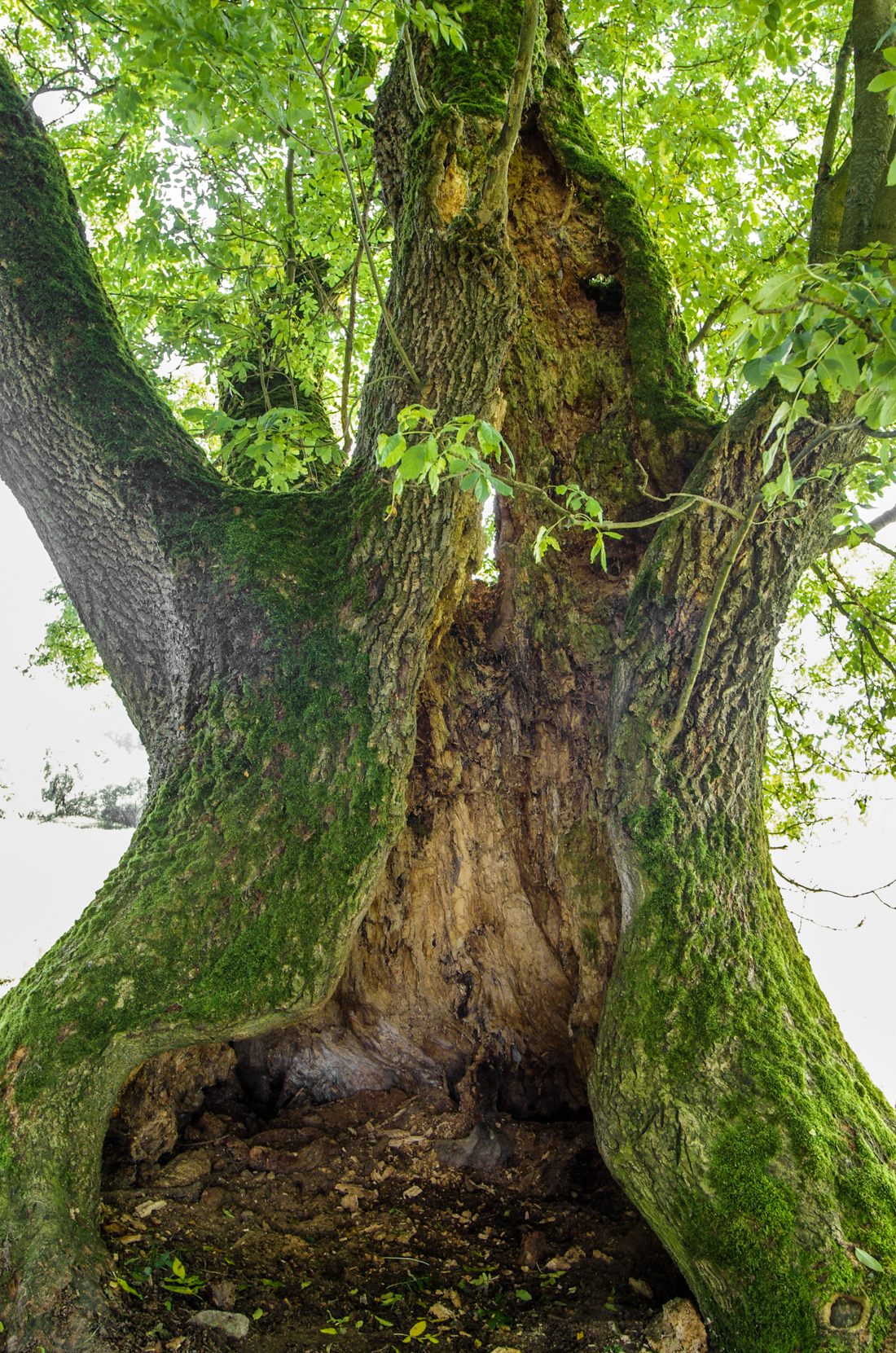
detail kmene

Jedná se o nejsilnější strom Kraslicka s širokými kořenovými náběhy a nízkým kmenem. Obvod kmene měří 545 cm, korunu tvoří trojice vystoupavých silných větví. Nepravidelná košatá koruna stromu dosahuje do výšky 14 m (měření 2004). Kmen stromu je ze strany otevřený do rozsáhlé vyhnilé centrální dutiny, strom je ponechán na dožití. Za památný byl strom vyhlášen v roce 2005 jako historicky důležitý strom (svědek bývalého osídlení) a strom významný vzrůstem.

## Stromy v okolí
- Sněženské lípy
- Císařské duby v Kraslicích
- Klen u secesní vily
- Borovice rumelská v Kraslicích (zaniklá)
- Lípa v Krásné u Kraslic